# Birkigt (Unterwellenborn)
Birkigt ist ein Ortsteil der Gemeinde Unterwellenborn im thüringischen Landkreis Saalfeld-Rudolstadt.

## Geografie
An Birkigt grenzt östlich Lausnitz, westlich Oberwellenborn und südlich Könitz an.

## Geschichte
Der Ortsname Birkigt ist deutschen Ursprungs und bedeutet Birkenwald (analog zu Tännicht, Eichigt, Erlicht usw.). Nach der Birkigter Chronik soll der Ort bereits 1071 als Birkenheide erwähnt worden sein. Urkundlich belegt ist er jedoch erst in einer Zinsaufstellung des Ritters Jan von Kochberg im Jahr 1380 als Pyrkich, führte dann 1647 den Namen Birkig und wird seit 1859 Birkigt genannt. Herrschaftlicher Mittelpunkt war das Rittergut, das im 16. Jahrhundert der Familie von Holleben gehörte und 1738 an die Freiherren von Gleichen-Rußwurm gelangte.  Älteste Teile dessen Mauerwerkes stammen noch aus dem beginnenden 13. Jahrhundert, wie zwei vermauerte romanische Fenster an der Südwand zeigen. Mitte des 19. Jahrhunderts bestanden neben dem Rittergut sechs ganze und fünf halbe Bauerngüter.
Am Waldrand von Birkigt wurden im Frühjahr 1945 15 KZ-Häftlinge mit Stricken gefesselt von SS-Männern per Genickschuss ermordet. Diese Toten, wahrscheinlich von einem KZ-Todesmarsch, wurden später auf den Friedhof von Saalfeld umgebettet. Die Gedenktafel, die man an der Mordstelle errichtet hat, wurde nach 1990 beseitigt.
Am 1. Februar 2006 wurde Birkigt nach Unterwellenborn eingemeindet.

### Einwohnerentwicklung
| - 1994: 347 - 1995: 377 - 1996: 411 - 1997: 420 - 1998: 440 - 1999: 466 | - 2000: 473 - 2001: 480 - 2002: 486 - 2003: 502 - 2004: 493 - 2005: 491 |

Datenquelle: Thüringer Landesamt für Statistik

## Politik

### Ortsteilbürgermeister
Derzeitiger Ortsteilbürgermeister ist Stephan Höhn.

### Wappen
Das Wappen wurde am 19. August 1992 genehmigt.
Blasonierung: „In Grün ein schrägrechts liegender silberner Birkenast mit zwei goldenen Blättern und goldenen Blüten.“
Das Wappen wurde von dem Goßwitzer Manfred Fischer gestaltet.